# Charonia lampas
Espèce
Synonymes
- voir paragraphe #Synonymes

Charonia lampas est une espèce de conques.
C'est un coquillage très répandu dans les mers chaudes (sauf en Amérique), un géant parmi les coquillages.
Ce coquillage a été utilisé comme trompe sonore pendant la Préhistoire, à la fin de l'âge de glace, il y a 17 000 ans ... puis pendant l'Antiquité.

## Synonymes
- Charonia capax euclioides Finlay, 1926[3],[4]
- Charonia capax Finlay, 1926[3] [4]
- Charonia eucla eucla (Hedley, 1914)[5]
- Charonia eucla (Hedley, 1914)[5]
- Charonia euclia instructa Iredale, 1929[4]
- Charonia euclia Hedley, 1914[4]
- Charonia euclia Hedley,1914[3]
- Charonia lampas euclia Hedley,1914[3]
- Charonia lampas lampas (Linnaeus, 1758)[4]
- Charonia lampas pustulata (Euthyme, 1889)[4]
- Charonia lampas rubicunda unspecified[3]
- Charonia mirabilis Parenzan, 1970[4]
- Charonia nodifera var. euclia Hedley, 1914[4]
- Charonia nodifera (Lamarck, 1822)[4]
- Charonia powelli Cotton, 1957[4]
- Charonia rubicunda (Perry, 1811)[3] [4]
- Charonia sauliae macilenta Kuroda & Habe in Habe, 1961[4]
- Charonia sauliae (Reeve, 1844)[4]
- Eutritonium lampas (Linnaeus, 1758)[4]
- Murex gyrinoides Brocchi, 1814[4]
- Murex lampas Linnaeus, 1758[3] [4]
- Murex nerei Dillwyn, 1817[4]
- Nyctilochus alfredensis Bartsch, 1915[4]
- Ranella lampas (Linnaeus, 1758)[4]
- Septa rubicunda Perry, 1811[3] [4]
- Simpulum nodiferum var. major Pallary, 1900[4]
- Simpulum nodiferum var. minima Pallary, 1900[4]
- Simpulum nodiferum (Lamarck, 1822)[4]
- Triton australe Lamarck, 1822[4]
- Triton gyrinoides var. carinata de Gregorio, 1893[4]
- Triton gyrinoides var. cochleosocia de Gregorio, 1893[4]
- Triton gyrinoides var. ficarazzensis de Gregorio, 1884[4]
- Triton gyrinoides var. imperans de Gregorio, 1884[4]
- Triton gyrinoides var. inflectilabrum de Gregorio, 1884[4]
- Triton gyrinoides var. labroplita de Gregorio, 1884[4]
- Triton gyrinoides var. normalis de Gregorio, 1893[4]
- Triton gyrinoides var. singilla de Gregorio, 1884[4]
- Triton gyrinoides (Brocchi, 1814)[4]
- Triton nodiferum var. glabra Weinkauff, 1868[4]
- Triton nodiferum Lamarck, 1822[4]
- Triton sauliae Reeve, 1844[4]
- Tritonium glabrum Locard, 1886[4]
- Tritonium mediterraneum Risso, 1826[4]
- Tritonium opis Röding, 1798[4]
- Tritonium pustulatum var. minor Euthyme, 1889[4]
- Tritonium pustulatum var. varicosum Euthyme, 1889[4]
- Tritonium pustulatum Euthyme, 1889[4]

## Dénominations
Grande conque, trompe des dieux, Triton à bosses, Triton noueux

## Description
Il peut atteindre 210 mm voire près de 40 cm[réf. nécessaire].

## Distribution
- Mer Méditerranée occidentale ; océans Atlantique, Indien et Pacifique, jusqu'à 200 m de profondeur.

## Liste des sous-espèces
Selon BioLib (3 juin 2024) :
- sous-espèce Charonia lampas capax (Finlay, 1927)
- sous-espèce Charonia lampas macilenta J.T. Kuroda & T. Habe, 1961
- sous-espèce Charonia lampas nodifera J.B.P.A. Lamarck, 1822
- sous-espèce Charonia lampas pustulata (Eurthyme, 1889)
- sous-espèce Charonia lampas rubicunda (Perry, 1811)
- sous-espèce Charonia lampas sauliae (Reeve, 1844)
- sous-espèce Charonia lampas weisbordi J. Gibson-Smith, 1976